# Reichenschwand
Reichenschwand település Németországban, azon belül Bajorországban. Lakosainak száma 2411 fő (2023. december 31.).

## Népesség
A település népessége az elmúlt években az alábbi módon változott:
| Lakosok száma | 650  | 1851 | 2108 | 2050 | 2315 | 2308 | 2362 | 2404 | 2385 | 2411 |
|               | 1875 | 1950 | 1975 | 1987 | 2012 | 2014 | 2016 | 2017 | 2021 | 2023 |